# Justicia viridiflora
Justicia viridiflora är en akantusväxtart som beskrevs av Ridley. Justicia viridiflora ingår i släktet Justicia och familjen akantusväxter. Inga underarter finns listade i Catalogue of Life.